# Gipsön
Gipsön ist eine künstliche schwedische Insel vor dem Hafen von Landskrona.

## Geschichte
Gipsön ist eine 43 Hektar große künstliche Insel, die vor dem Hafen von Landskrona liegt. Der Bau der Insel begann 1978. Sie besteht aus Gips, dem Restprodukt aus der früheren Produktion von kommerziellem Düngemittel bei AB Supra (jetzt Yara International).
Die Gipsinsel ist mit dem südlichen Ende der Insel Gråen verbunden. Seit Mitte der 1990er Jahre gibt es auf Gipsön zwölf Windkraftanlagen. Die höchste Erhebung der Insel liegt etwa 15 m über dem Meeresspiegel. Gråen und Gipsön sind ungefähr gleich groß und haben zusammen eine Fläche von etwas mehr als 80 Hektar.
Gipsön ist durch Metalle verunreinigt, die in den Sund gelangen. Zur Behandlung des Sickerwassers existiert eine Kläranlage. In den letzten Jahren wurde auf Teilen der Insel eine Mischung aus Klärschlamm und Kompostmaterial, Biomasse, aufgebracht, um die Vegetation zu erhöhen. Auf der Insel gibt es eine reiche Fauna (unter anderem Hasen und Fasane).